# 마의 늪

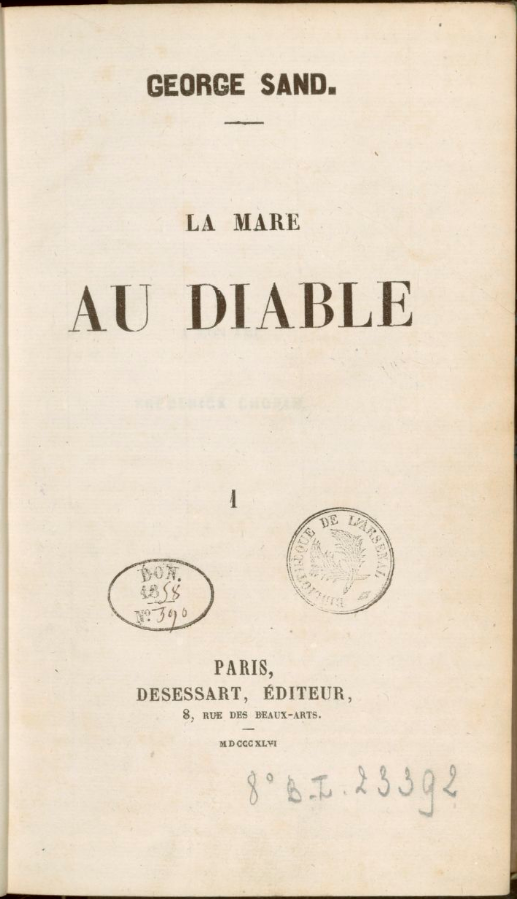

마의 늪(La Mare au Diable)은 조르주 상드의 1846년 소설이다. 상드의 작품 연대기 중 제3기에 속하는 것으로 오늘날까지 가장 많이 읽혀진 작품이다. 상드의 천분이 가장 잘 발휘된 작품으로서 겨우 4일 만에 완성했다.
상드는 원래 앞에 언급한 전원소설을 연작으로 ≪삼굿장이의 야화≫라는 제목을 붙일 계획이었으나 실현되지 않았으며, 그녀의 민주사상은 고향 농민에 대한 공감으로 승화되었는데, 작품 속에서 인물의 미묘한 심리의 움직임, 단순한 줄거리, 뛰어난 풍경 묘사에 대한 그녀의 역량을 유감없이 발휘했다.
≪마의 늪≫은 상드가 1844년의 어느 날 홀바인의 명화 ＜죽음의 무도＞에 대해서 생각하면서 고향인 노앙의 들길을 산책하고 있을 때, 제르맹이라는 젊은 농부의 건강미 넘쳐흐르는 모습을 보게 되는데 그 모습이 홀바인의 그림과 좋은 대조를 이룬 것에서 모티브를 얻어 집필한 작품이다.
그 모습을 본 상드의 가슴에는 농부의 평화롭고 깨끗한 생활을 그려 보고 싶은 의욕이 일어났다. ≪마의 늪≫에서 농부 제르맹의 아내는 세 자녀를 남겨놓고 죽는다. 제르맹은 죽은 아내를 그리워하지만 장인의 뜻을 받아들여 부유한 과부와 재혼할 것을 결심한다. 어느 토요일, 제르맹은 과부와 선을 보러 가는 길에 남의 집 양치는 일을 하기 위해 떠나는 이웃에 사는 마리를 만나 동행하게 된다. 가는 도중 ‘마의 늪에 이르자 날이 저물고 안개가 자욱하여 두 사람은 그만 길을 잃고 함께 밤을 지새운다. 이튿날 교만하고 허영심이 강한 과부와 선을 보고 실망하여 돌아오던 제르맹은, 성격이 사나운 주인집을 떠나오던 마리와 다시 우연히 만나게 된다. 제르맹은 이 처녀를 때가 되면 아내로 삼을 생각이었으나, 마리는 돈을 좀더 벌어서 젊은 남자와 결혼할 의향이었다. 그러나 결국에는 두 사람은 결혼하여 행복하게 된다는 줄거리다.
상드가 발자크에게 “당신은 인간희극을 쓰지만 난 인간목가를 쓰고 싶다”고 말한 것처럼 어두운 현실 광경보다도 시골의 피리소리를 쓰는 것이 더욱 바람직하다는 상드의 본의가, 작품 속에서 농민의 생활을 단순하고 소박하게, 그리고 아름답게 묘사함으로써 드러난다. 상드는 전원문학의 천재였다. 상드는 독자들을 전원의 벌판 한가운데로, 전답 깊숙한 곳으로 인도한다. 테오크리트 이후로 조금도 돌보지 않았던 시의 깊고 그윽한 원천이 전원 속에 숨어 있었고, 상드는 그것을 발견했다. 그녀가 아름답게 꾸며 놓은 것은 다만 형식뿐이니, 근본은 지극히 참된 것이고 세밀히 파고 들어가면 더 한층 진실을 발견할 수 있다. 상드는 전원소설을 발명했다. 파리에서 멀리 떨어진 농촌에서, 자신들의 독특한 풍속을 보존한 채 살아가는 농부를 참으로 이해한 것은 그녀가 처음이었다. 농부의 소박함과 인내와 흙과의 결합 속에 숨어있는 위대함과 시적 감정을 맨 처음 느낀 것이 상드였다. 그녀는 농군의 정서와 정열의 깊이와 조용한 집착에 감동되었고, 그것을 작품 속에서 흙을 사랑하고 일과 벌이에 열심이고, 슬기롭고 남을 경계하되 마음이 바르고, 옳은 것을 사랑하며 신비로운 것을 잘 받아들이는 것이 농사꾼의 삶임을 증명했다.
상드는 태어나서 죽을 때까지 사랑을 위해서 투쟁했으며, 사랑을 믿고 사랑의 완성을 위해 노력했다. 상드의 모든 작품들도 사랑의 이야기들이다. 그러나 그녀의 생애와 예술을 통해 본 사랑의 개념은 미완성이었다. 그렇기 때문에 상드는 개인적으로 가장 불행하고 절망적인 상태에 빠졌을 때마다 그녀의 어린 시절, 할머니 밑에서 자라면서 영향 받은 고향 베리 지방의 자연과 흙과 전원을 배경으로 한 전원소설을 썼는데, 소녀시절의 자신을 모델로 한 어린 소녀들, 즉 마리(≪마의 늪≫)나 파데트(≪소녀 파데트≫)같은 16세의 소녀들이 사랑으로 성숙되는 과정을 작품화하면서 자신의 슬프고 고독한 현실적인 불행을 아름답게 승화시켰다.